# Martti Suosalo

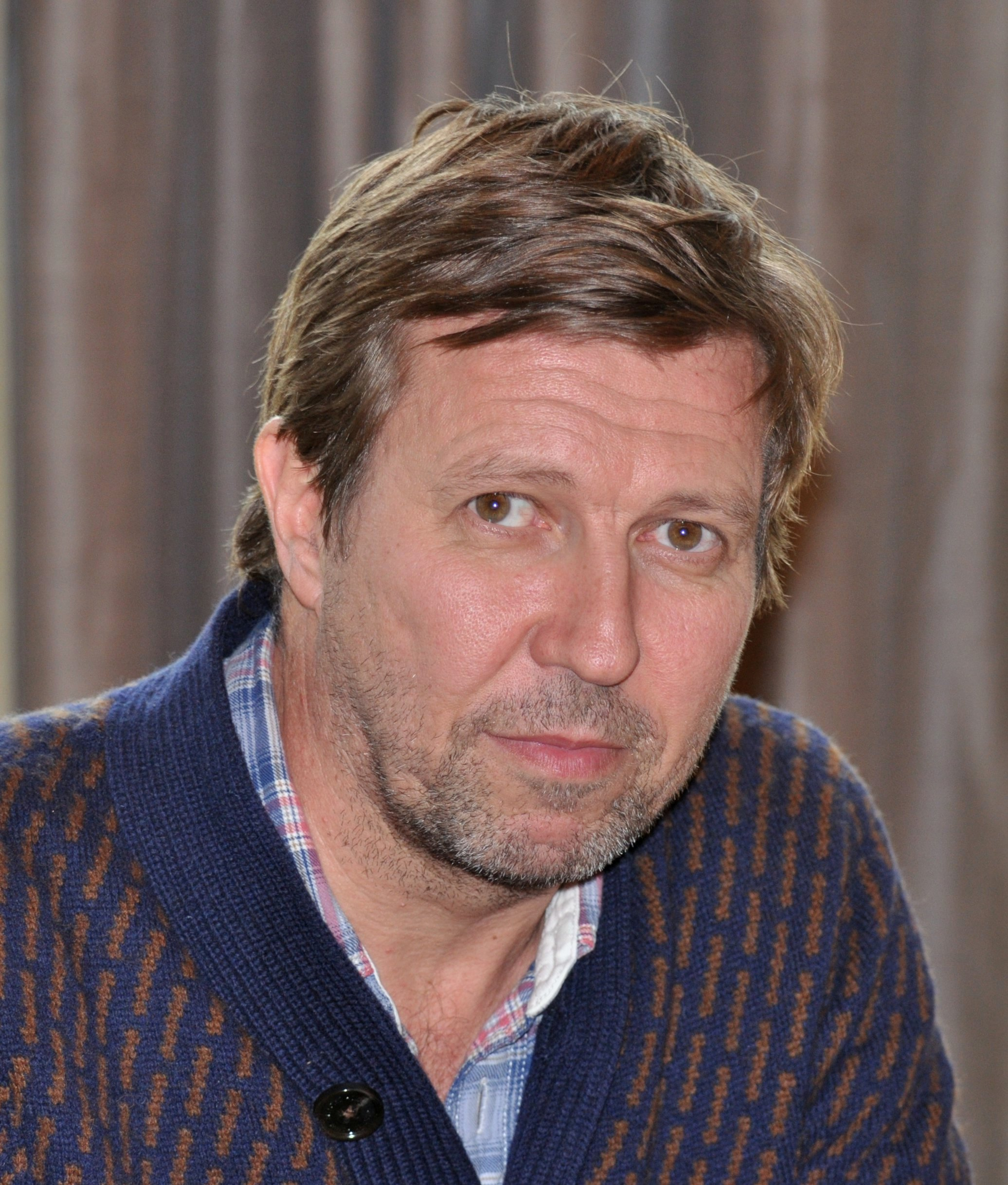
Marrti Suosalo (2012)

Martti Juhani Suosalo (* 19. Juli 1962 in Oulu) ist ein finnischer Schauspieler.

## Leben
Martti Suosalo wurde nach seinem Großvater, dem gleichnamigen Theaterschauspieler Martti Suosalo, benannt. Sein Urgroßvater war der Politiker Kalle Suosalo. Er absolvierte sein Schauspielstudium an der Theaterakademie Helsinki.
Seit Mitte der 1980er Jahre ist Suosalo in mehr als 100 Film- und Fernsehprojekten aufgetreten. Seinen Durchbruch hatte er 1989 mit seiner Darstellung des Aapo in der Abenteuerserie Seitsemän veljestä. Bisher wurde er sechs Mal für den finnischen Filmpreis Jussi nominiert. Dabei wurde er mit drei Auszeichnungen bedacht. Für Der Käufliche Soldat wurde er als Bester Nebendarsteller und für Kulkuri ja joutsen und Rentun ruusu jeweils als Bester Hauptdarsteller ausgezeichnet.
Suosalo ist mit der Dokumentarfilmerin Virpi Suutari verheiratet.

## Filmografie
- 1985: Hamlet
- 1989: Seitsemän veljestä
- 1989: Winterkrieg (Talvisota)
- 1995: Eine Hochzeit in Finnland (Kivenpyörittäjän kylä)
- 1997: Der Käufliche Soldat (Palkkasoturi)
- 1997: Die Erlösung (Lunastus)
- 1998: Nicht gerade ein Schmetterling (Liian paksu perhoseksi)
- 1999: Blindentanz (Sokkotanssi)
- 1999: Kulkuri ja joutsen
- 2000: Die Rückkehr in die Provinz (Lakeuden kutsu)
- 2001: Rentun ruusu
- 2003: Sibelius
- 2007: Black Ice (Musta Jää)
- 2020: Californian Commando (Perfect Commando, Fernsehserie, eine Folge)
- 2020: Deadwind (Karppi, Fernsehserie, drei Folgen)
- 2021: Winski und das Unsichtbarkeitspulver (Vinski ja näkymättömyyspulveri)
- 2023: Fallende Blätter (Kuolleet lehdet)

## Computerspiele
- 2019: Control (Ahti, der Hausmeister)
- 2023: Alan Wake II (Ahti, der Hausmeister)